# Chalais (Indre)
Cet article possède un paronyme, voir Calais.
Pour les articles homonymes, voir Chalais.
Chalais est une commune française située dans le département de l'Indre, en région Centre-Val de Loire.

## Géographie

### Localisation
La commune est située dans le sud-ouest du département, dans la région naturelle de la Brenne, au sein du parc naturel régional de la Brenne.
Les communes limitrophes sont : Bélâbre (4 km), Lignac (8 km), Prissac (9 km), Oulches (11 km) et Ciron (11 km).
Les communes chefs-lieux et préfectorales sont : Le Blanc (15 km), Saint-Gaultier (21 km), Châteauroux (49 km), La Châtre (61 km) et Issoudun (76 km).

### Hameaux et lieux-dits
Les hameaux et lieux-dits de la commune sont : les Gâchets, Beauregard, le Pavillon blanc, les Charrauds, la Caquignolle, Monthaud, Chilouet, Rocheblond, Bel air, la Tâche, le Petit Balabran, le Grand Balabran, la Barre, le Boisdeau, Conflans, le Moulin de la Planche, Laleuf, le Châtelier, les Pochons, Peubassot, les Queues, la Guillerande, la Merlasserie, les Raymonds, le Petit Ajoux, les Vigneaux, Saint Juan, les Augros, le Grand Ajoux, les Chadrets, Saint Georges, le Terrier Porcher, Chanteclair, la Petite Luzeraise, Tuilerie de la Luzeraise et le Ris de Feu.

### Géologie et hydrographie
La commune est classée en zone de sismicité 2, correspondant à une sismicité faible
.
Le territoire communal est arrosé par la rivière Anglin.

### Climat
Pour des articles plus généraux, voir Climat du Centre-Val de Loire et Climat de l'Indre.
En 2010, le climat de la commune est de type climat océanique altéré, selon une étude du CNRS s'appuyant sur une série de données couvrant la période 1971-2000. En 2020, Météo-France publie une typologie des climats de la France métropolitaine dans laquelle la commune est toujours exposée à un climat océanique altéré et est dans une zone de transition entre les régions climatiques « Centre et contreforts nord du Massif Central » et « Poitou-Charentes ».
Pour la période 1971-2000, la température annuelle moyenne est de 11,8 °C, avec une amplitude thermique annuelle de 15,1 °C. Le cumul annuel moyen de précipitations est de 785 mm, avec 11,8 jours de précipitations en janvier et 6,9 jours en juillet. Pour la période 1991-2020, la température moyenne annuelle observée sur la station météorologique de Météo-France la plus proche, sur la commune de Chaillac à 14 km à vol d'oiseau, est de 12,3 °C et le cumul annuel moyen de précipitations est de 864,0 mm,. Pour l'avenir, les paramètres climatiques de la commune estimés pour 2050 selon différents scénarios d'émission de gaz à effet de serre sont consultables sur un site dédié publié par Météo-France en novembre 2022.

### Voies de communication et transports
Le territoire communal est desservi par les routes départementales : 10, 44, 44D, 55, 61, 94 et 927.
La ligne du Blanc à Argenton-sur-Creuse via Saint-Benoît-du-Sault passait par le territoire communal, quatre gares (La Gâtevine, Chalais, Chalais et La Luzeraize) desservaient la commune. La gare ferroviaire la plus proche est la gare d'Argenton-sur-Creuse, à 35 km.
Chalais n'est pas desservie par des dessertes de bus.
L'aéroport le plus proche est l'aéroport de Châteauroux-Centre, à 63 km.
Le territoire communal est traversé par le sentier de grande randonnée de pays de la Brenne.

## Urbanisme

### Typologie
Au 1er janvier 2024, Chalais est catégorisée commune rurale à habitat très dispersé, selon la nouvelle grille communale de densité à sept niveaux définie par l'Insee en 2022.
Elle est située hors unité urbaine et hors attraction des villes,.

### Occupation des sols
L'occupation des sols de la commune, telle qu'elle ressort de la base de données européenne d’occupation biophysique des sols Corine Land Cover (CLC), est marquée par l'importance des territoires agricoles (57,5 % en 2018), en diminution par rapport à 1990 (62,1 %). La répartition détaillée en 2018 est la suivante : 
forêts (39,7 %), prairies (26,7 %), terres arables (19,6 %), zones agricoles hétérogènes (11,1 %), milieux à végétation arbustive et/ou herbacée (2,8 %). L'évolution de l’occupation des sols de la commune et de ses infrastructures peut être observée sur les différentes représentations cartographiques du territoire : la carte de Cassini (XVIIIe siècle), la carte d'état-major (1820-1866) et les cartes ou photos aériennes de l'IGN pour la période actuelle (1950 à aujourd'hui).

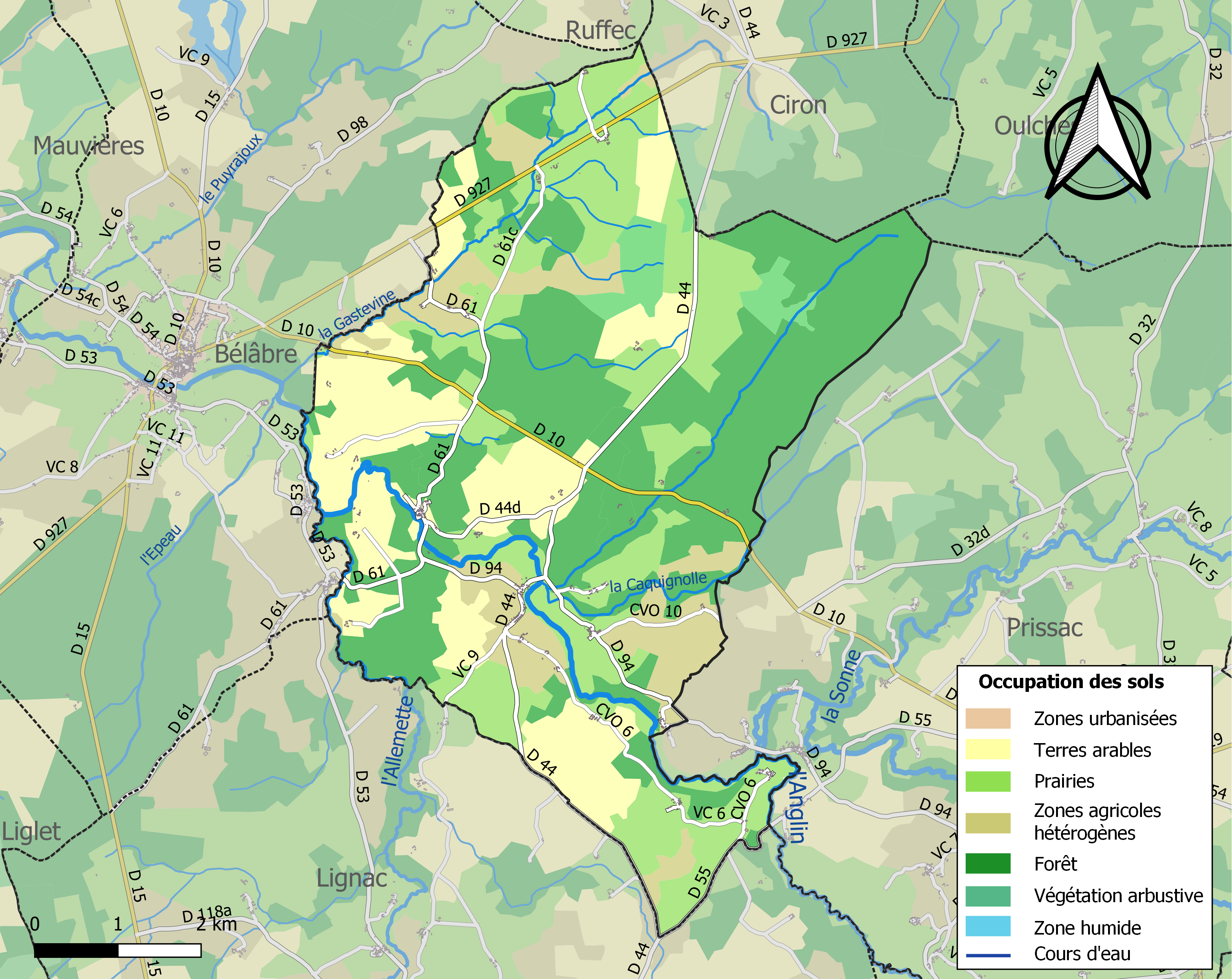
Carte des infrastructures et de l'occupation des sols de la commune en 2018 (CLC).

### Logement
Le tableau ci-dessous présente le détail du secteur des logements de la commune :
| Date du relevé                                              | 2013   | 2015   |
| Nombre total de logements                                   | 158    | 154    |
| Résidences principales                                      | 48,7 % | 45,5 % |
| Résidences secondaires                                      | 22,6 % | 24 %   |
| Logements vacants                                           | 28,7 % | 30,5 % |
| Part des ménages propriétaires de leur résidence principale | 71,4 % | 71,4 % |

### Risques majeurs
Le territoire de la commune de Chalais est vulnérable à différents aléas naturels : météorologiques (tempête, orage, neige, grand froid, canicule ou sécheresse), feux de forêts, mouvements de terrains et séisme (sismicité faible). Un site publié par le BRGM permet d'évaluer simplement et rapidement les risques d'un bien localisé soit par son adresse soit par le numéro de sa parcelle.
Pour anticiper une remontée des risques de feux de forêt et de végétation vers le nord de la France en lien avec le dérèglement climatique, les services de l’État en région Centre-Val de Loire (DREAL, DRAAF, DDT) avec les SDIS ont réalisé en 2021 un atlas régional du risque de feux de forêt, permettant d’améliorer la connaissance sur les massifs les plus exposés. La commune, étant pour partie dans le massif de Luzeraize, est classée au niveau de risque 4, sur une échelle qui en comporte quatre (1 étant le niveau maximal).

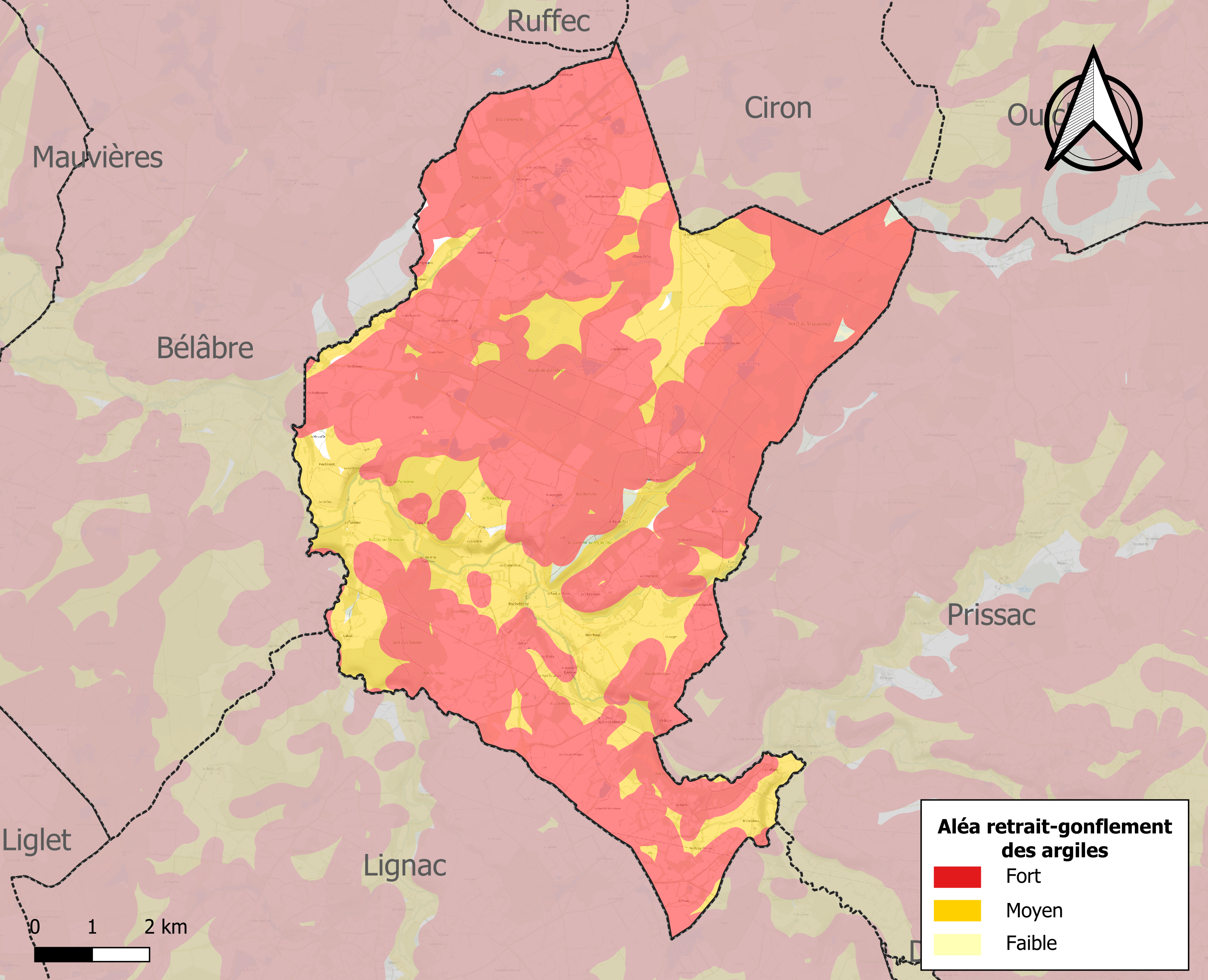
Carte des zones d'aléa retrait-gonflement des sols argileux de Chalais.

Les mouvements de terrains susceptibles de se produire sur la commune sont des tassements différentiels.
Le retrait-gonflement des sols argileux est susceptible d'engendrer des dommages importants aux bâtiments en cas d’alternance de périodes de sécheresse et de pluie. 99,2 % de la superficie communale est en aléa moyen ou fort (84,7 % au niveau départemental et 48,5 % au niveau national). Sur les 160 bâtiments dénombrés sur la commune en 2019, 160 sont en aléa moyen ou fort, soit 100 %, à comparer aux 86 % au niveau départemental et 54 % au niveau national. Une cartographie de l'exposition du territoire national au retrait gonflement des sols argileux est disponible sur le site du BRGM,.
Concernant les mouvements de terrains, la commune a été reconnue en état de catastrophe naturelle au titre des dommages causés par la sécheresse en 1989, 1992, 1997, 2016, 2018 et 2019 et par des mouvements de terrain en 1999.

## Toponymie
L'origine du nom pourrait provenir d'une racine « kal » d'origine pré-indo-européenne signifiant « pierre, rocher » 

## Histoire
Gisement solutréen de Monthaud. Ces grottes, aujourd'hui inaccessibles, furent fouillées par l'abbé Breuil, fondateur du musée de l'Homme de Paris[réf. nécessaire]. Les pièces sont visibles au musée de Bourges[Lequel ?].
La commune fut rattachée de 1973 à 2015 au canton de Bélâbre.

### Incendie de 2019
Le mercredi 18 septembre 2019 dans l’après-midi, deux feux d’espaces naturels se sont déclarés sur le territoire des communes de Lignac et Chalais.
Dans un premiers temps les sapeurs-pompiers de : Bélâbre, Saint-Benoît-du-Sault, Le Blanc, Châteauroux et Argenton-sur-Creuse se sont rendus sur place pour tenter de stopper la progression des flammes. Un travail  rendu très difficile en raison notamment d'un vent qui soufflait par intermittence,.
A 18 h, il était signalé une maison touchée par les flammes au lieu-dit le Four (Lignac) ; alors que la commune de Bélâbre s'apprêtait à recevoir plusieurs dizaines d'habitants de Lignac, dont les habitations sont totalement enfumées.
A 20 h 30, 150 sapeurs-pompiers de l'Indre étaient sur le terrain.
Au plus fort de l’évènement, on dénombrait sur place la présence de 300 sapeurs-pompiers (SDIS : 36, 18, 37, 41, 45 et 49).
Le feu a parcouru près de 800 hectares de végétations diverses.
La gendarmerie a ouvert deux enquêtes à la suite des incendies :
- Chalais : l'origine de l'incendie est accidentelle, c'est un tracteur du conseil départemental de l'Indre qui fauchait l'herbe, le long de la RD 44 qui est rentré en contat avec des fils barbelés[27] ;
- Lignac : cause inconnue.

## Politique et administration
La commune dépend de l'arrondissement du Blanc, du canton de Saint-Gaultier, de la première circonscription de l'Indre et de la communauté de communes Marche Occitane - Val d'Anglin.
| Période    | Période  | Identité           | Étiquette | Qualité                      |
| ---------- | -------- | ------------------ | --------- | ---------------------------- |
| juin 1995, | 2020     | Jean Boutet        | DVD       | Exploitant agricole retraité |
| 2020       | En cours | Frédérique Vrignat |           |                              |

## Population et société

### Démographie
L'évolution du nombre d'habitants est connue à travers les recensements de la population effectués dans la commune depuis 1793. Pour les communes de moins de 10 000 habitants, une enquête de recensement portant sur toute la population est réalisée tous les cinq ans, les populations de référence des années intermédiaires étant quant à elles estimées par interpolation ou extrapolation. Pour la commune, le premier recensement exhaustif entrant dans le cadre du nouveau dispositif a été réalisé en 2005.

En 2022, la commune comptait 151 habitants, en évolution de +5,59 % par rapport à 2016 (Indre : −3 %, France hors Mayotte : +2,11 %).
| 1793 | 1800 | 1806 | 1821 | 1831 | 1836 | 1841 | 1846 | 1851 |
| ---- | ---- | ---- | ---- | ---- | ---- | ---- | ---- | ---- |
| 713  | 621  | 477  | 692  | 773  | 698  | 732  | 705  | 695  |

| 1856 | 1861 | 1866 | 1872 | 1876 | 1881 | 1886 | 1891 | 1896 |
| ---- | ---- | ---- | ---- | ---- | ---- | ---- | ---- | ---- |
| 715  | 751  | 753  | 664  | 723  | 701  | 715  | 692  | 695  |

| 1901 | 1906 | 1911 | 1921 | 1926 | 1931 | 1936 | 1946 | 1954 |
| ---- | ---- | ---- | ---- | ---- | ---- | ---- | ---- | ---- |
| 716  | 724  | 729  | 619  | 601  | 575  | 526  | 428  | 450  |

| 1962 | 1968 | 1975 | 1982 | 1990 | 1999 | 2005 | 2006 | 2010 |
| ---- | ---- | ---- | ---- | ---- | ---- | ---- | ---- | ---- |
| 352  | 325  | 257  | 198  | 186  | 165  | 161  | 164  | 169  |

| 2015 | 2020 | 2022 | - | - | - | - | - | - |
| ---- | ---- | ---- | - | - | - | - | - | - |
| 145  | 153  | 151  | - | - | - | - | - | - |

### Enseignement
La commune ne possède pas de lieu d'enseignement.

### Médias
La commune est couverte par les médias suivants : La Nouvelle République du Centre-Ouest, Le Berry républicain, L'Écho - La Marseillaise, La Bouinotte, Le Petit Berrichon, France 3 Centre-Val de Loire, Berry Issoudun Première, Vibration, Forum, France Bleu Berry et RCF en Berry.

## Économie
La commune se situe dans la zone d’emploi du Blanc et dans le bassin de vie du Blanc.

## Culture locale et patrimoine

### Lieux et monuments
- Château de la Gâtevine : maison forte du XVe siècle, modifiée à partir du XVIIe siècle, monument historique (propriété privée).
- Église Saint-Léobon
- Manoir de Rocheblond
- Monument aux morts
- Dolmen

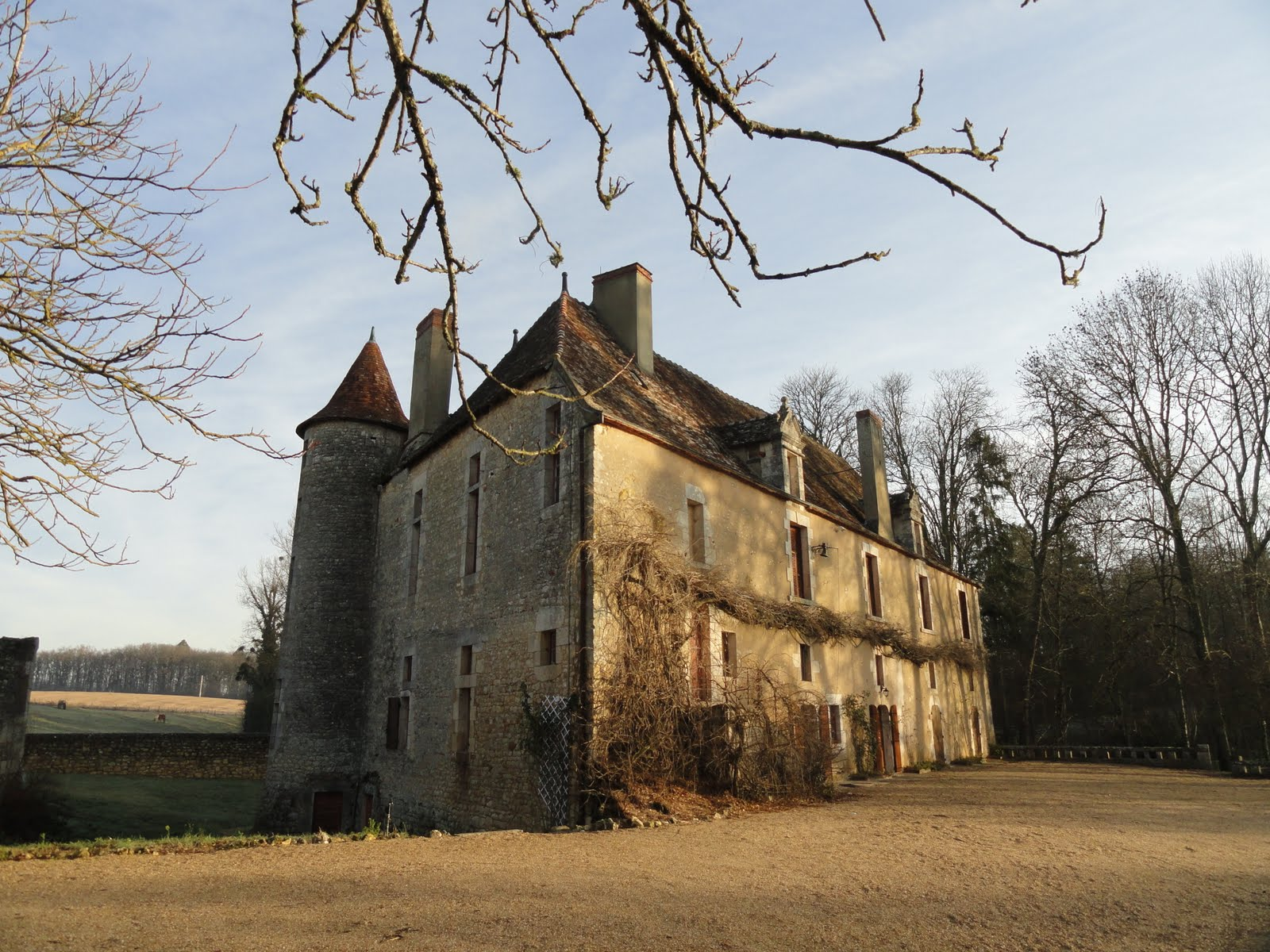
Le château de la Gâtevine en 2011.
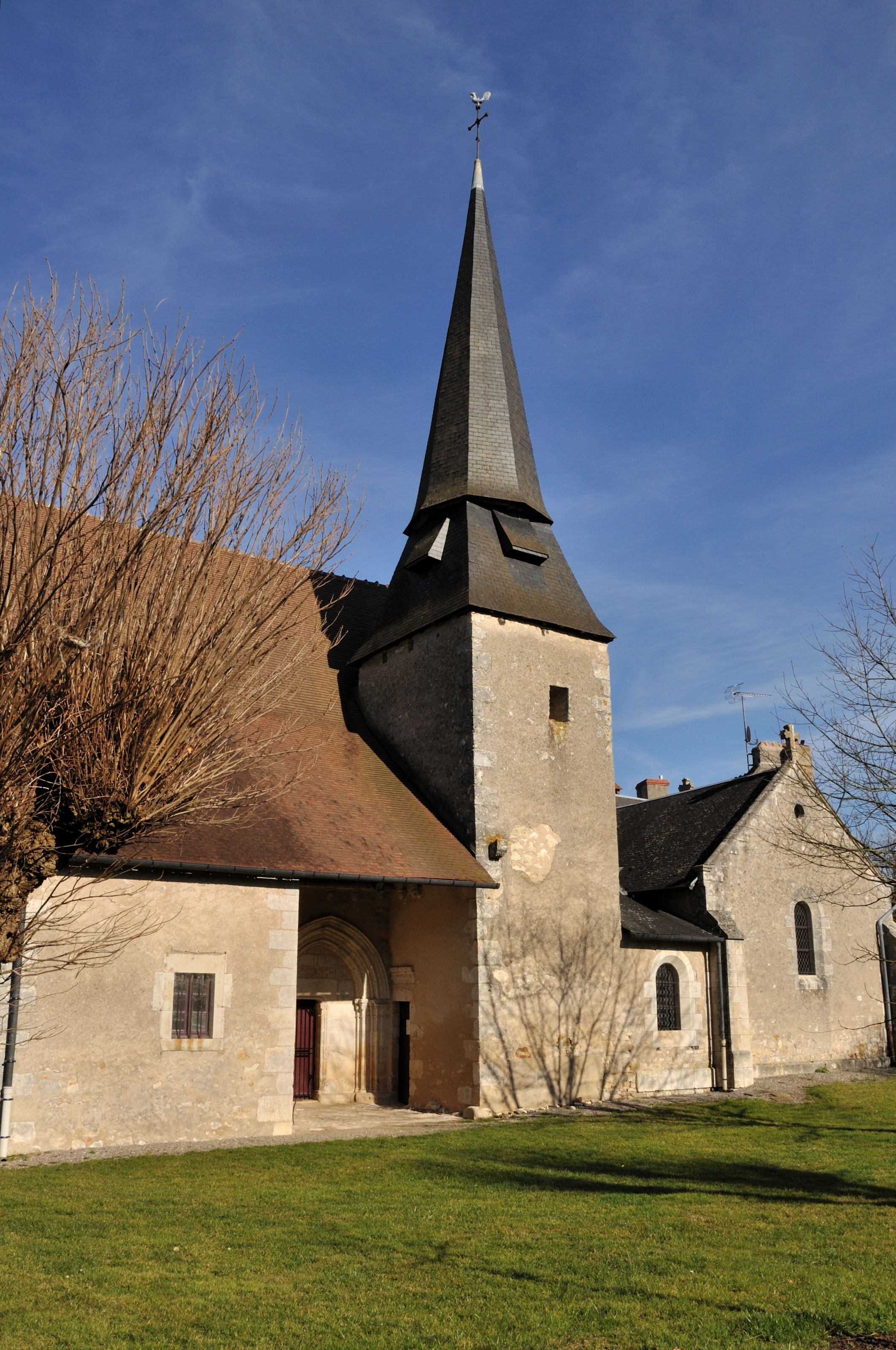
L'église Saint-Léobon, en 2011.
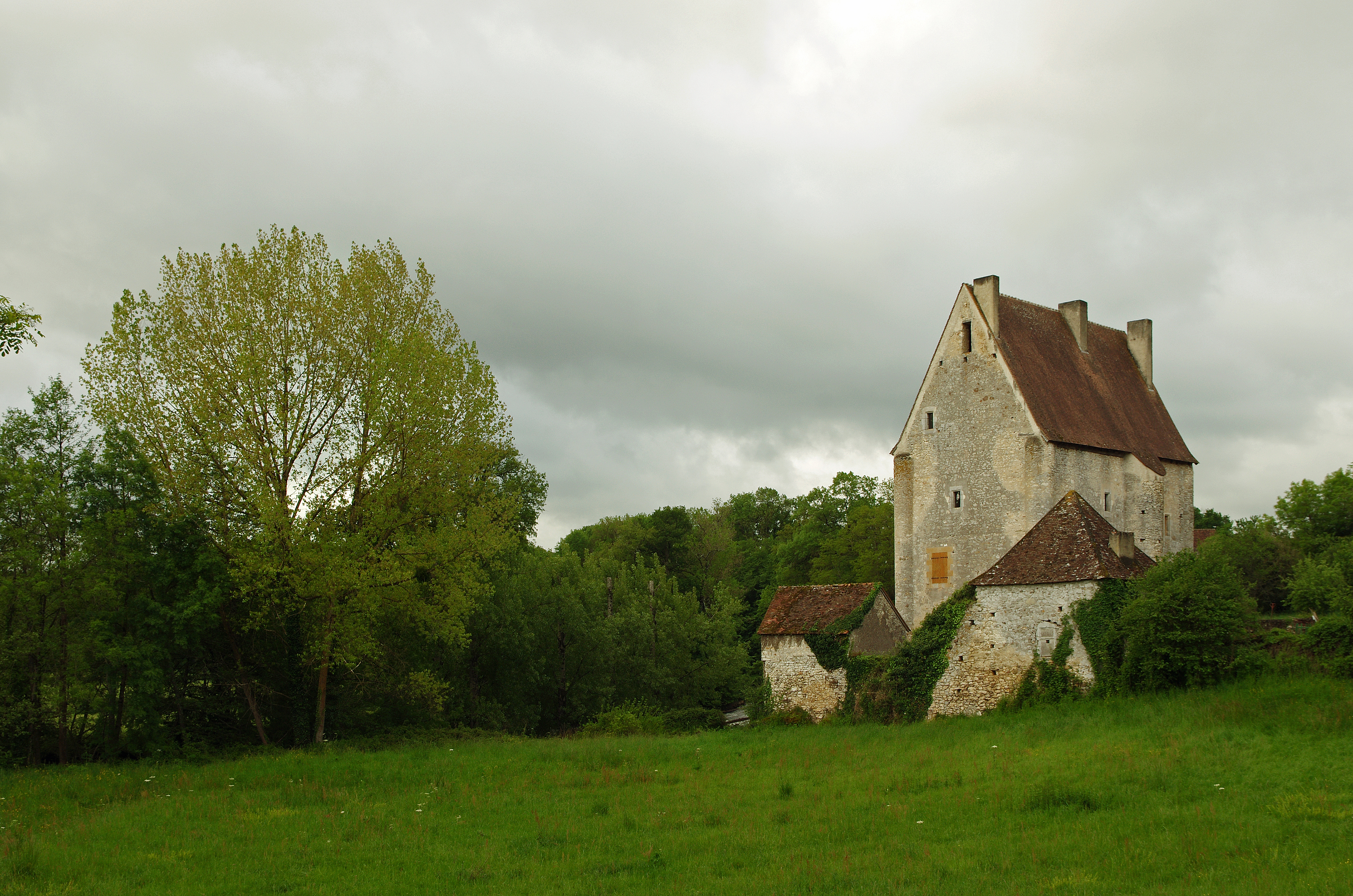
Le manoir de Rocheblond en 2016.